# دوغ إلين
دوغ إلين (بالإنجليزية: Doug Ellin)‏ هو كاتب سيناريو ومنتج تلفزيوني ومنتج أفلام أمريكي، ولد في 6 أبريل 1968 في ميريك في الولايات المتحدة.

## وصلات خارجية
- دوغ إلين على موقع IMDb (الإنجليزية)
- دوغ إلين على موقع ألو سيني (الفرنسية)
- دوغ إلين على موقع ميوزك برينز (الإنجليزية)
- دوغ إلين على موقع تيرنر كلاسيك موفيز (الإنجليزية)
- دوغ إلين على موقع أول موفي (الإنجليزية)
- دوغ إلين على موقع قاعدة بيانات الأفلام السويدية (السويدية)
- دوغ إلين على موقع قاعدة بيانات الفيلم (الإنجليزية)
- دوغ إلين على موقع كينوبويسك (الروسية)